# Jenseits des Spiegels
Jenseits des Spiegels ist ein Mystery-Thriller des deutschen Regisseurs Nils Loof. Die Weltpremiere fand am 24. Januar 2018 auf dem Filmfestival Max Ophüls Preis statt.

## Handlung
Aus finanziellen Nöten ziehen Julia und ihr Ehemann Felix gemeinsam mit Sohn Niko in das heruntergekommene Haus von Julias verstorbener Schwester Jette, die sich vor kurzem das Leben genommen hat. Während Felix durch den Umzug auf den abgeschiedenen Hof auf einen Neuanfang hofft, belastet Julia der Selbstmord ihrer Schwester sehr. Sie glaubt nicht an einen Suizid. Als sie dann unheimliche Geräusche und die Stimme von Jette im Radio hört, glaubt sie, Zeichen aus dem Jenseits zu hören und will der wirklichen Todesursache ihrer Schwester auf den Grund gehen. Dabei stößt sie auf eine alte Sage aus der Gegend, die von dem germanischen Gott Gothus handelt, der die Kranken und Kinder mitnimmt, für seine Zwecke missbraucht und danach tötet. Julia vermutet, dass Jette ihm zum Opfer gefallen ist. Felix glaubt nicht an Sagen, Götter und Geister und versucht Julia davon zu überzeugen, dass es für alles Mysteriöse im Haus eine rationale Erklärung gibt. Doch als dann auch noch Sohn Niko völlig verändert aus dem Wald zurückkommt, ist sich Julia sicher, dass auch er von Gothus vereinnahmt wurde.

## Kritik
Der Film wurde sowohl in der Presse, als auch bei dem Publikum überwiegend positiv bewertet. Der Filmdienst schrieb: „Selbst- und stilsicher inszenierter Horrorthriller, der seinem oft ausgeschöpften Plot eine spannende und originelle Variante abgewinnt. In der effektvollen Nutzung des Schauplatzes zeichnet sich der Film ebenso aus wie in seiner gestalterischen Raffinesse.“
Tilmann P. Gangloff wertete Tittelbach.tv schrieb: „Die Handlung des Mystery-Thrillers […] entspricht den handelsüblichen Geschichten solcher Filme. Regisseur Nils Loof zieht jedoch derart gekonnt die Register des Genres, dass sich die eine oder andere Gänsehaut einstellt. Neben der virtuosen Kombination von optischer und akustischer Ebene zeichnet sich der Film durch eine formidable und dramaturgisch sehr geschickt verarbeitete Bildgestaltung aus.“
Blickpunkt:Film meinte kurz: „Ausgezeichneter Mystery - Thriller, der mit großem Geschick alle Register des Genres zieht.“
Die Fernsehzeitschrift Prisma beurteilte den Film als „Eine Sternstunde im Kinoformat mit Julia Hartmann in der Hauptrolle, die bis zur letzten Sekunde fesselt.“
Bei Kino.de hieß es: „Dass sich in Wirklichkeit alles ganz anders zugetragen hat und Loof ein sinistres Spiel mit dem Publikum treibt, ist der große Knüller der Geschichte; und die grimmige Schlusspointe setzt noch eins drauf. […] Sehenswert ist auch Julia Hartmann, die den rapide schwindenden geistigen Gesundheitszustand der Heldin sehr glaubwürdig verkörpert.“

## Auszeichnungen
- Best Thriller Movie Park Action and Adventure International Film Festival – Los Angeles.
- Nominierung Max-Ophüls-Preis 2018 – Saarbrücken.
- Nominierung Creative Energy Award – Internationales Filmfest Emden Norderney.
- Nominierung NDR – Nachwuchspreis – Internationales Filmfest Emden Norderney.